# Смит, Эль
Эллен Элизабет «Эль» Смит (англ. Ellen Elizabeth "Elle" Smith; род. 19 июня 1998, Спрингфилд, Огайо) — американская журналистка-репортёр, фотомодель; обладательница титула «Мисс США 2021».

## Биография
Эллен Смит родилась 19 июня 1998 года в городе Спрингфилде в американском штат Огайо, в семье Сэмюэля Клейборна и Лидии Смит; рождена от черного отца и белой матери. Её черные предки были рабами на плантации в Кентукки, прежде чем мигрировать в Огайо после Гражданской войны в США.

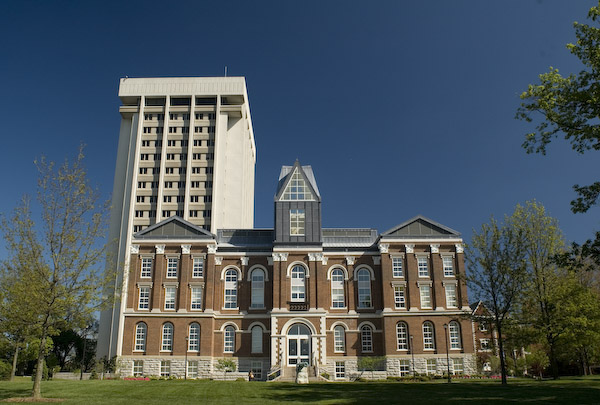
Кентуккийский университет

Смит окончила среднюю школу Шони в 2016 году, где она была отличницей, занимаясь в хоре и оркестре, играла в волейбол и посещала драматический кружок. После этого она переехала в город Лексингтон, штат Кентукки, чтобы поступить в Университет Кентукки, в котором в 2020 году получила степень в области тележурналистики и дополнительную степень в области политологии. Будучи студентом, Смит занимала должность вице-президента университетского отделения Национальной ассоциации чернокожих журналистов. После получения степени Смит стала репортёром WHAS-TV в Луисвилле (Кентукки), освещая события Южной Индианы в столичном районе штата.
Смит впервые заинтересовалась конкурсами красоты после того, как одна из её одноклассниц, Бриттани Рид, была коронована как Мисс Огайо среди подростков США в 2013 году. Однако в конечном итоге она не подписалась на конкурс и только в 2021 году, «Мисс Кентукки США» стал её первым триумфом. Она представляла город Джермантаун на соревнованиях и выиграла титул первой красавицы штата.
Как обладательница титула «Мисс Кентукки США», Эллен Элизабет Смит получила право представлять штат на национальном конкурсе красоты «Мисс США 2021». В конечном итоге конкурс состоялся 29 ноября 2021 года в «Paradise Cove Theater of River Spirit Casino Resort» в городе Талсе в штате Оклахома. В соревновании Смит попал в 16 лучших, а затем в 8 лучших, прежде чем был объявлен победителем конкурса. После своей победы Смит стала второй участницей из Кентукки, которая когда-либо была коронована как «Мисс США», после того, как Тара Элизабет Коннер победила на «Мисс США 2006».
Оценить интеллект Смит и знания полученные её в Университете Кентукки можно по одному из вопросов заданном ей на конкурсе красоты судьёй Таем Хантером: «Устойчивое развитие становится все более и более важным в профессиональных ландшафтах. Как мы можем побудить бизнес быть более экологически сознательным?». Ответ Смит не заставил себя долго ждать:

«Я думаю, что мы должны смотреть на это с макроуровня, а также с микроуровня. Таким образом, на макроуровне компаниям необходимо перейти на зеленую энергию, я думаю, это то, с чем мы все можем согласиться. На микроуровне мы все знаем, как сокращать, повторно использовать и перерабатывать, и это то, что мы можем реализовать в нашей повседневной жизни.»

Как «Мисс США», Смит представляла Соединённые Штаты Америки на международном конкурсе красоты «Мисс Вселенная 2021», где вошла в первую десятку (в конкурсе были представлены 80 стран); победу одержала индианка Харнааз Каур Сандху.